# Conte di Ulster
Il titolo di Conte di Ulster è stato creato sei volte nella paria d'Irlanda e due volte nella paria del Regno Unito. Dal 1928, il titolo è stato detenuto dal Duca di Gloucester ed è utilizzato come titolo di cortesia dal maggiore dei figli del Duca, attualmente Alexander Windsor, conte di Ulster. 
L'Ulster, una della quattro tradizionali province dell'Irlanda, è in gran parte sinonimo dei confini moderni dell'Irlanda del Nord.

Stemma dei de Lacy, conti di Ulster

Stemma dei de Burgh, conti di Ulster

Stemma dei Mortimer, conti di March e conti di Ulster

Stemma di Riccardo Plantageneto, III duca di York, VIII conte di Ulster

## Conti Palatini di Ulster (1181)
- Sir John de Courcy, in pegno 1204

## Conti di Ulster, Paria d'Irlanda, prima creazione (1205)
- Hugh de Lacy, I conte di Ulster (1176–1243)

## Conti di Ulster, Paria d'Irlanda, seconda creazione (1264)
- Walter de Burgh, I conte di Ulster († 1271)
- Richard Óg de Burgh, II conte di Ulster (1259–1326)
- William Donn de Burgh, III conte di Ulster (1312–1333)
- Elizabeth de Burgh, duchessa di Clarence, IV contessa di Ulster (1332–1363)
  - Lionello Plantageneto, I duca di Clarence, jure uxoris conte di Ulster (1338–1368)
- Philippa, contessa di March, V contessa di Ulster (1355–1382)
  - Edmund Mortimer, III conte di March, jure uxoris conte di Ulster (1352–1381)
- Roger Mortimer, IV conte di March e VI conte di Ulster (1374–1398)
- Edmund Mortimer, V conte di March e VII conte di Ulster (1391–1425)
- Richard di York, III duca di York, VIII conte di Ulster (1411–1460)
- Edward di York, IV duca di York, XI conte di Ulster (1442–1483), fuso alla Corona nel 1461

## Conti di Ulster, Paria d'Irlanda, terza creazione (1659)
- James Stuart, duca di York e Albany (1633–1701), fuso alla Corona nel 1685

## Conti di Ulster, Paria d'Irlanda, quarta creazione (1716)
- Ernesto Augusto di Brunswick-Lüneburg, duca di York e Albany (1674–1728)

## Conti di Ulster, Paria d'Irlanda, quinta creazione (1760)
- principe Edoardo, duca di York e Albany (1739–1767)

## Conti di Ulster, Paria d'Irlanda, sesta creazione (1784)
- principe Federico, duca di York e Albany (1763–1827)

## Conti di Ulster, Paria del Regno Unito, prima creazione (1866)
- principe Alfredo, duca di Edimburgo (1844–1900)

## Conti di Ulster, Paria del Regno Unito, seconda creazione (1928)
- principe Henry, duca di Gloucester (1900–1974)
- principe Richard, duca di Gloucester (nato nel 1944)
  - Alexander Windsor (nato nel 1974), figlio maggiore del principe Richard, è l'erede apparente al ducato, e, come tale, utilizza "conte di Ulster" come titolo di cortesia.